# Вікове дерево горіху грецького
Вікове дерево горіху грецького — ботанічна пам'ятка природи місцевого значення. Об'єкт розташований на території Бердянська Запорізької області.
Площа — 0,005 га, статус отриманий у 1982 році.